# Bisdom Münster

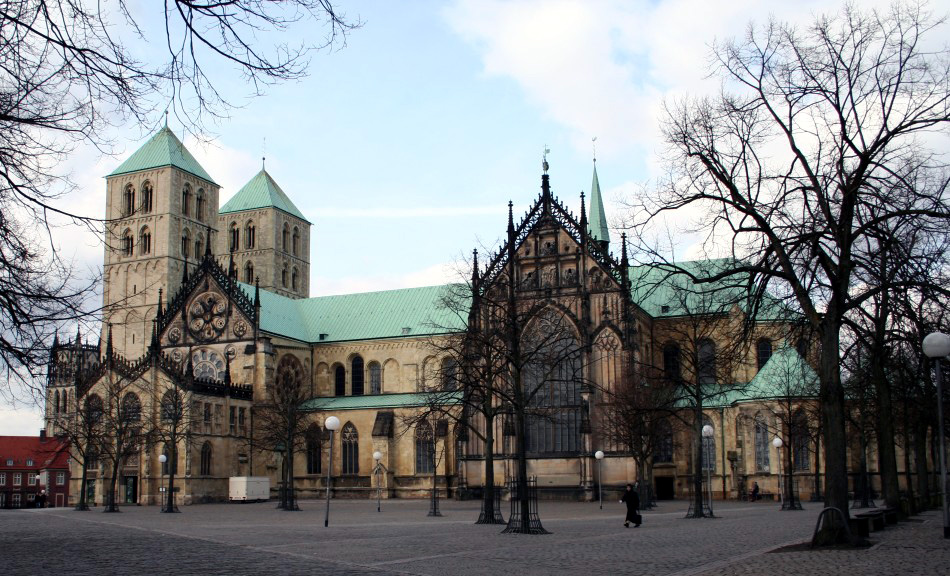
St. Paulus-Dom in Münster

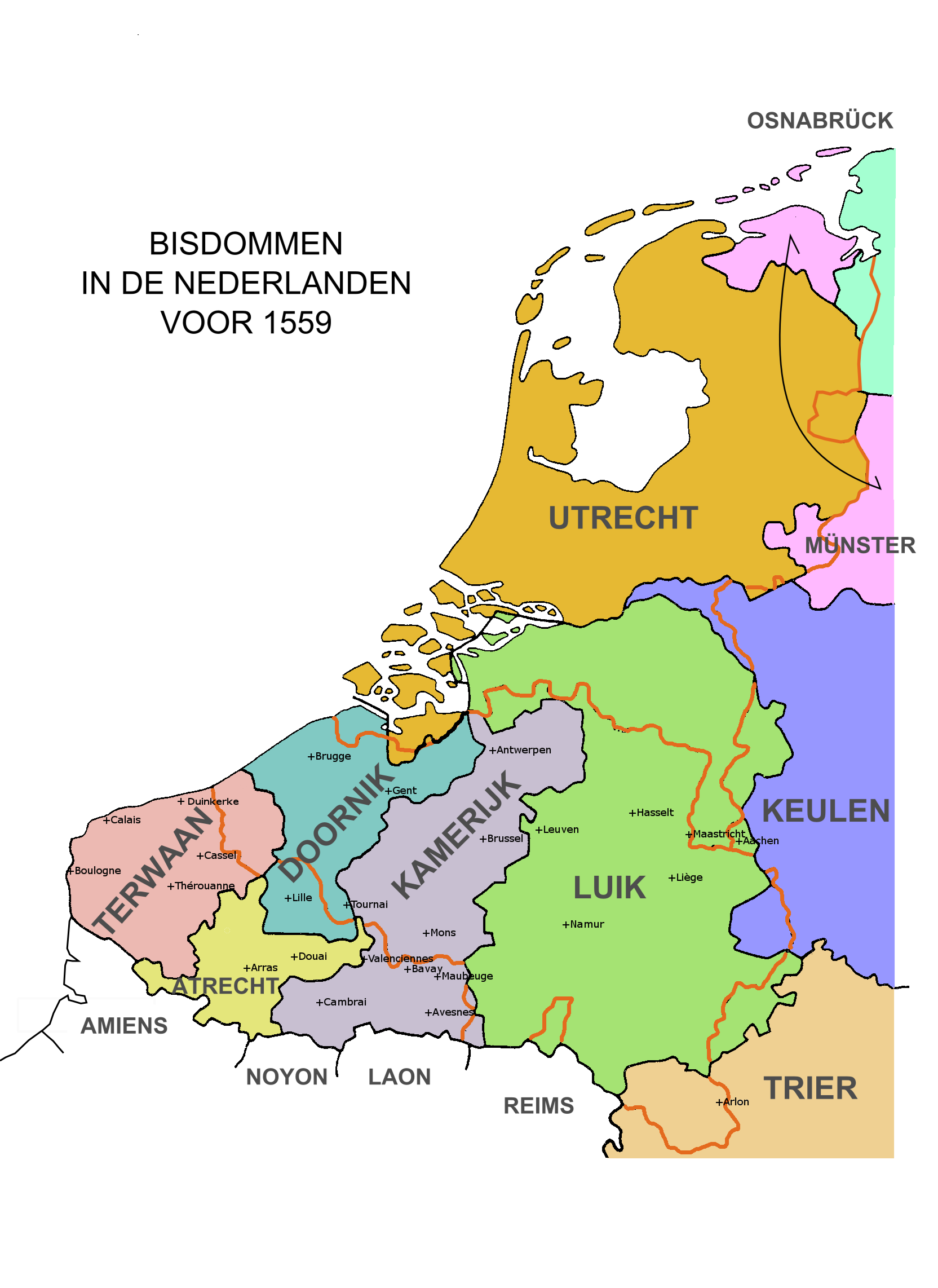
Bisdommen in de Nederlanden voor 1559

Het bisdom Münster (Duits: Bistum Münster; Latijn: Dioecesis Monasteriensis) is een rooms-katholiek bisdom met zijn hoofdzetel in de Duitse stad Münster.

## Gebied
Het huidige bisdom omvat de volgende gebieden:
- In Westfalen: Münster, Hamm (noordelijk van de rivier de Lippe), Borken, Coesfeld, Recklinghausen, Steinfurt en Warendorf.
- Aan de Nederrijn Kleef en Wesel
- In Nedersaksen de steden Delmenhorst (nabij Bremen), Oldenburg en Wilhelmshaven, de landkreisen Ammerland, Cloppenburg, Friesland, Oldenburg Vechta en Wesermarsch. In Vechta zetelt de officiaal voor het Nedersaksische deel van het bisdom.

## Geschiedenis
Het bisdom is in 793 gesticht door Liudger. Tot het bisdom behoorden oorspronkelijk daarom ook een deel van de gebieden waar Liudger heeft gepredikt. In Nederland betrof dat het noordelijke deel van de provincie Groningen en een klein deel van de provincie Friesland.
Tot 1559 omvatte het bisdom ook het grootste deel van de huidige provincie Groningen en de gemeente Achtkarspelen in Nederland, nu in het bisdom Groningen-Leeuwarden en het westelijke deel van Oost-Friesland, nu in het bisdom Osnabrück. Het deel van Oost-Friesland dat tegenwoordig bij Münster hoort maakte historisch deel uit van het bisdom Bremen.
Tot in het begin van de 19e eeuw strekte het gezag van de bisschop van Münster zich ook uit over de Gelderse graafschap Zutphen. Tot aan het einde van het vorstbisdom in 1802 voerde de bisschop van Münster daarbij de titel van heer te Borculo, ook al was de heerlijkheid Borculo tijdens de Tachtigjarige Oorlog aan de macht van de bisschop onttrokken. Vorstbisschop Bernhard von Galen ("Bommen Berend") probeerde in zijn ambtsperiode van 1650 tot zijn dood in 1678 tweemaal tevergeefs het gebied voor het bisdom te herwinnen. Pas in 1821 werden de dioceesgrenzen gelijkgesteld aan de politieke grenzen, waarna de gehele Achterhoek onder het bisdom Utrecht kwam te vallen.
Tot 1803 was er aan de bisschoppelijke stoel van Münster ook het prinsbisdom Münster verbonden. Ook het zogenaamde Nedersticht was verbonden aan Münster. Een deel daarvan is tegenwoordig onderdeel van het bisdom Osnabrück.

## Ontkerkelijking
Ook in het bisdom Münster neemt de ontkerkelijking toe, en het aantal katholieken af. Voorheen was een meerderheid van de bevolking katholiek. Dit was eind 2008 afgenomen tot net iets meer dan twee miljoen (2,008) (bijna 47%). Ook het aantal zondagse kerkbezoekers is sterk verminderd, vooral in de laatste paar jaren. Gingen er in 1995 nog 416.406 katholieken op zondag naar de kerk, in 2008 waren dat er nog maar 253.261, een afname van 39%. Over alle inwoners van het bisdom Münster gemeten (4,326 miljoen) was het zondagse kerkbezoek 6%. Dit is hoger dan in Nederland, waar het zondagse kerkbezoek met 1 % (in 2006) beduidend lager was.